# Salvatore Bagni
Salvatore Bagni (Correggio, Provincia de Reggio Emilia, Italia, 25 de septiembre de 1956) es un exfutbolista italiano que militaba como mediocampista. Actualmente es dirigente deportivo y asesor técnico.

## Trayectoria
Comenzó la carrera profesional en el Carpi, club emiliano que en ese entonces militaba en Serie D. Luego fue transferido al Perugia, en el que militó cuatro temporadas, debutando en Serie A el 11 de septiembre de 1977 frente al Atalanta. Gracias a su buen rendimiento, en 1981/82 fue contratado por el Inter de Milán, donde sustituyó al campeón del mundo Oriali como mediocampista defensivo.
En 1984 llegó al Napoli, donde permaneció cuatro temporadas (106 presencias y 12 goles), ganando un Scudetto y una Copa de Italia. Concluyó su carrera en otro club de Campania, el Avellino, en 1989.

## Selección nacional
Disputó 12 partidos con la selección sub-21, marcando 5 goles (anotando un triplete frente a Grecia) y compitiendo en dos Eurocopa Sub-21. Con la selección mayor jugó 41 partidos y marcó 5 goles, el primero en Italia-México (5-0); participó en los Juegos Olímpicos de Los Ángeles 1984 y en el Mundial de México 86.

### Participaciones en Copas del Mundo
| Mundial                        | Sede   | Resultado        |
| ------------------------------ | ------ | ---------------- |
| Copa Mundial de Fútbol de 1986 | México | Octavos de final |

## Clubes
| Club              | País   | Año         |
| ----------------- | ------ | ----------- |
| AC Carpi          | Italia | 1975 - 1977 |
| Perugia Calcio    | Italia | 1977 - 1981 |
| FC Inter de Milán | Italia | 1981 - 1984 |
| SSC Napoli        | Italia | 1984 - 1988 |
| US Avellino       | Italia | 1988 - 1989 |

## Palmarés

### Campeonatos nacionales
| Título         | Club              | País   | Año         |
| -------------- | ----------------- | ------ | ----------- |
| Copa de Italia | FC Inter de Milán | Italia | 1981 - 1982 |
| Serie A        | SSC Napoli        | Italia | 1986 - 1987 |
| Copa de Italia | SSC Napoli        | Italia | 1986 - 1987 |

## Comentarista
En los años 90 fue comentarista de los partidos de fútbol transmitidos por Fininvest, Stream TV y Sky Italia. Desde 2008 comenta los partidos de Copa de Italia y Liga de Campeones transmitidas por RAI. También ha sido comentarista de los partidos de la Selección italiana en la Eurocopa 2008, Copa Confederaciones 2009 y Mundial de Sudáfrica 2010.

## Vida privada
Está casado con Letizia Turchi, con la que tuvo tres hijos: Elisabetta, Gianluca y Raffaele, este último muerto trágicamente en 1992 con sólo tres años de edad en un accidente de tráfico.
Es un gran amigo de Diego Maradona, su excompañero del Napoli. Durante el Mundial sudafricano, Bagni se encontraba en la rueda de prensa del seleccionador de Argentina en su calidad de comentarista de RAI: al verle, Maradona saltó la barrera que le separaba de los periodistas para abrazarlo.